# Skały Mirowskie
Skały Mirowskie – grupa skał ciągnąca się na grzbiecie wzniesienia od Zamku w Mirowie do Bobolic w województwie śląskim, w powiecie myszkowskim, w gminie Niegowa. Wchodzą w skład tzw. Grzędy Mirowsko-Bobolickiej, zwanej też Pasmem Mirowskim. Skały ciągną się  na długości ponad 1 km wzdłuż turystycznego Szlaku Orlich Gniazd. Z szlaku wiodącego często szczytami skał rozciąga się szeroka panorama widokowa. Okolice skał są trawiaste, skały porasta roślinność kserotermiczna. 
Zbudowane z twardych wapieni skalistych Skały Mirowskie są popularnym celem wspinaczki skalnej. Wspinacze skalni podzielili je na grupy i nadali nazwy poszczególnym skałom. W kierunku od zachodu na wschód są to: 
- Skały przy Zamku: Grzyb, Studnisko, Z Odstrzeloną Basztą,
- Grupa Trzech Sióstr: Trzecia Grzęda, Skoczek, Czwarta Grzęda, Biwakowa, Trzy Siostry,
- Krótka Grzęda, Szeroka Baszta, Mniszek
- Grupa Turni Kukuczki: Turnia Kukuczki, Szafa, Studnisko
- Grupa Skały z Grotą: Klawiatura, Skała z Grotą, Skrzypce[3]

Skały mają wysokość 5–30 m. Poprowadzono na nich około 150 dróg wspinaczkowych o skali trudności Kurtyki od II do VI. Dla wspinaczy skalnych zaletą jest północna wystawa większości z tych dróg.
W Skałach Mirowskich znajdują się schroniska skalne i jaskinie. Najdłuższa jest Jaskinia Sucha. Ma 75 m długości i jest bardzo niebezpieczna. W przestronnej jaskini Stajnia archeolodzy dokonali niezwykłego odkrycia. W jej namulisku znaleźli jedyne w Polsce fragmenty szczątków neandertalczyka. 

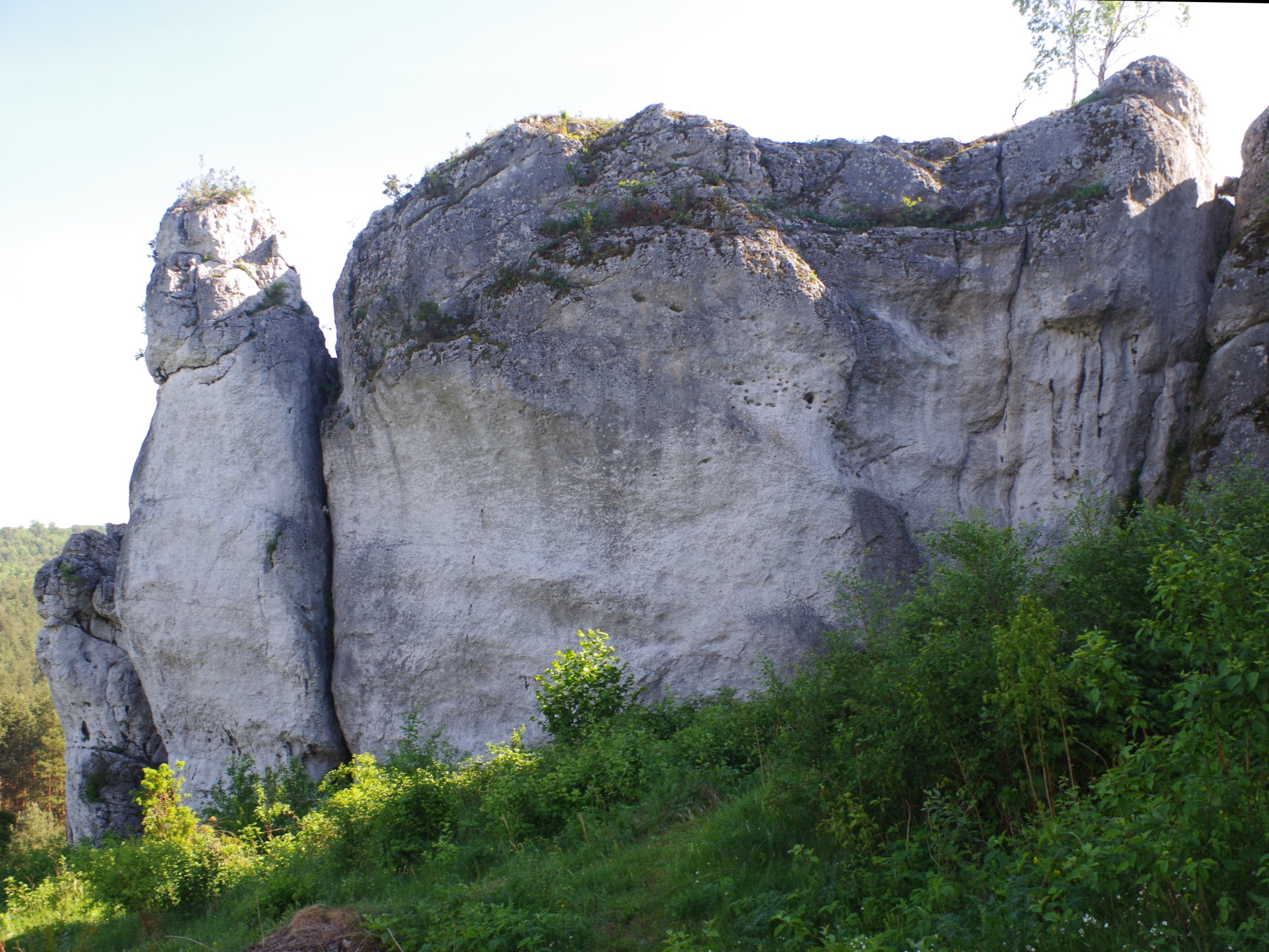
Z Odstrzeloną Basztą
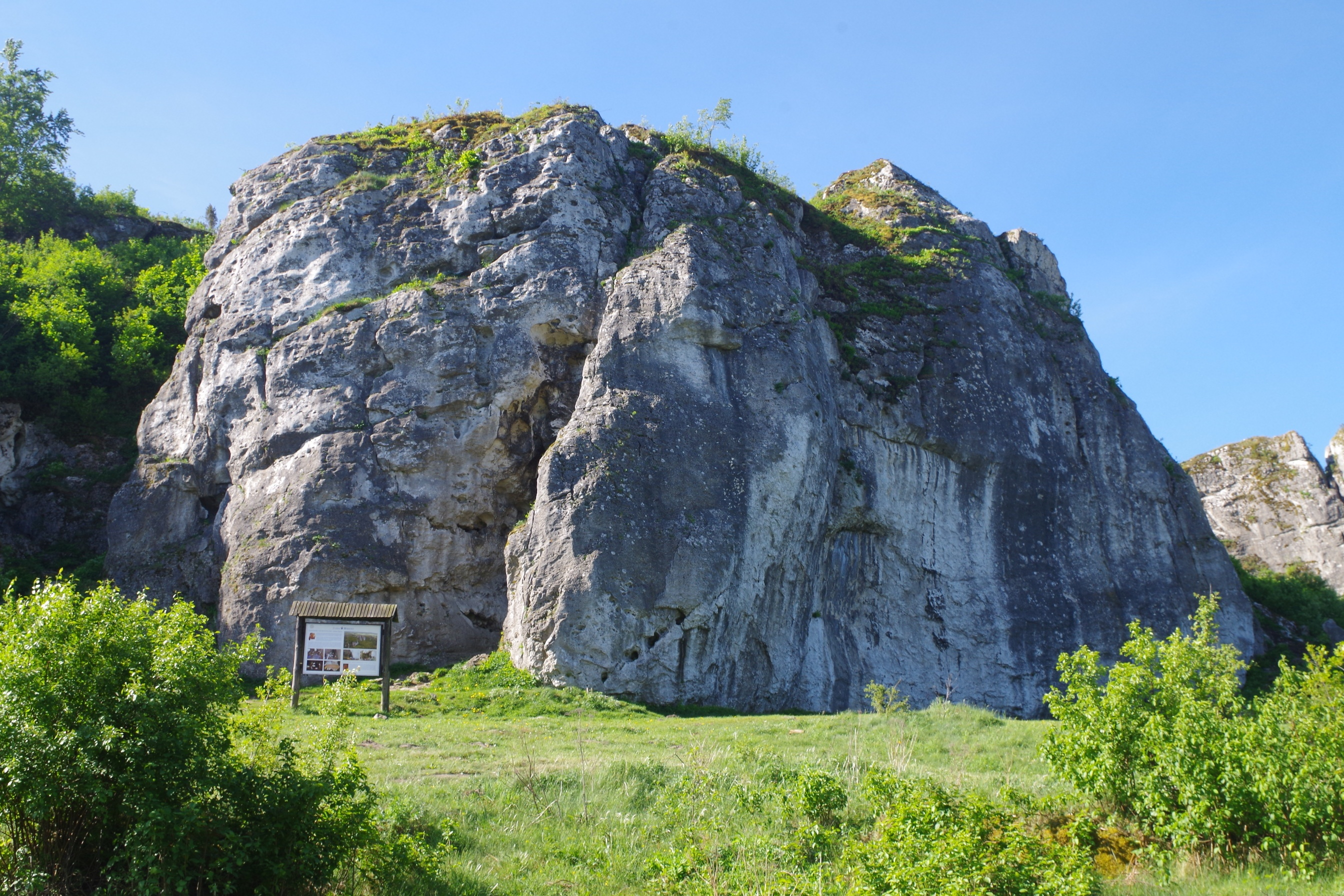
Skała z Grotą
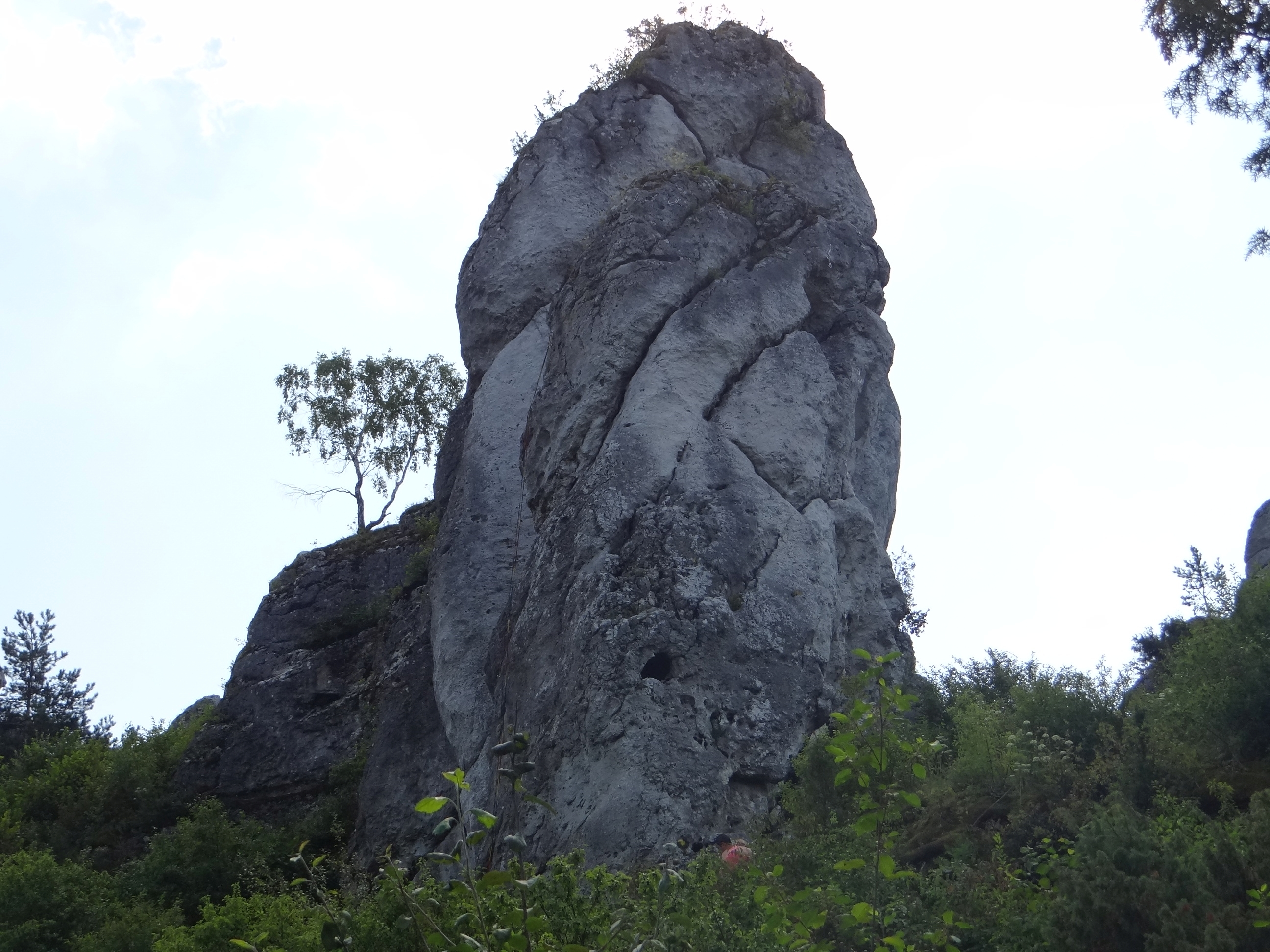
Mniszek
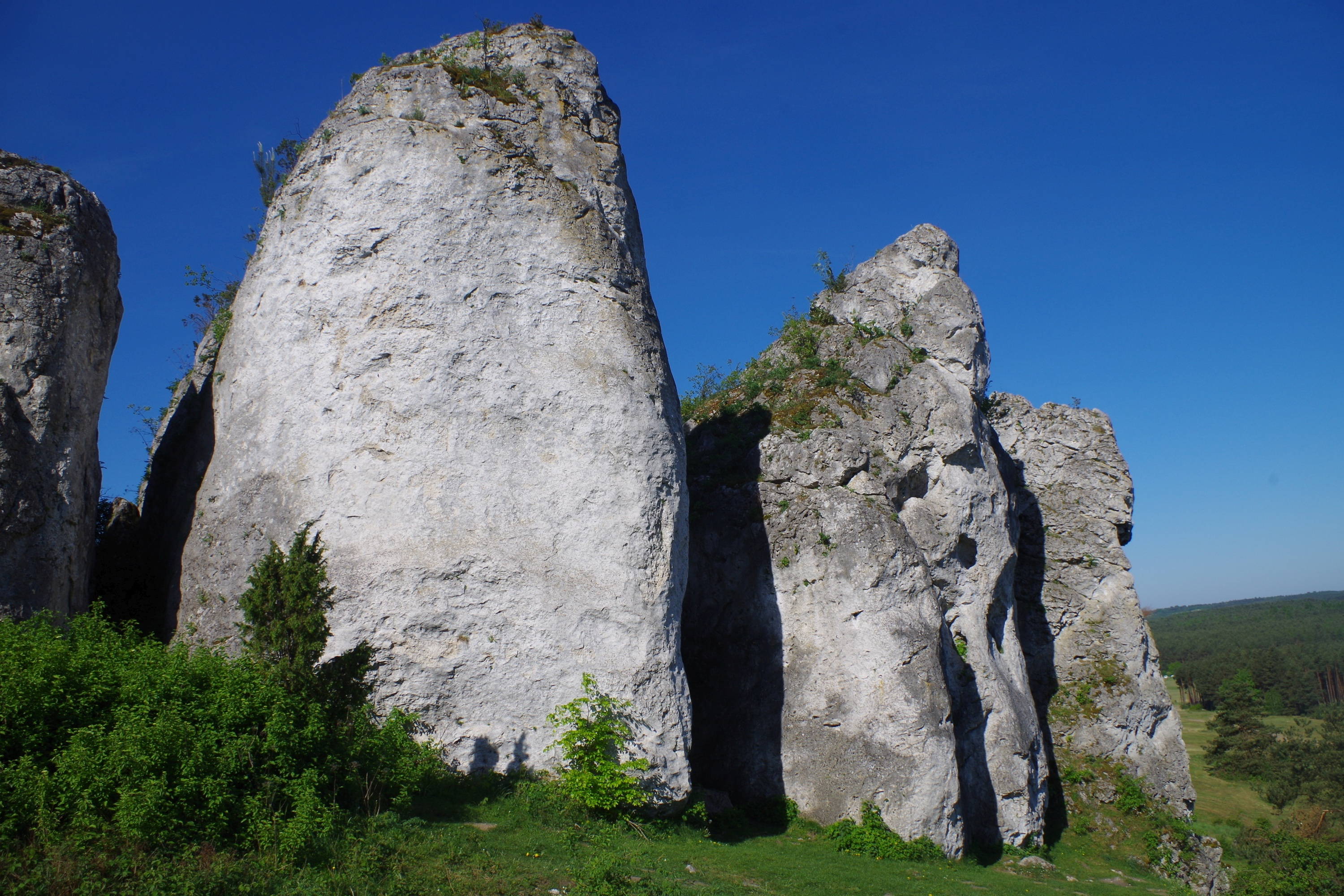
Trzy Siostry
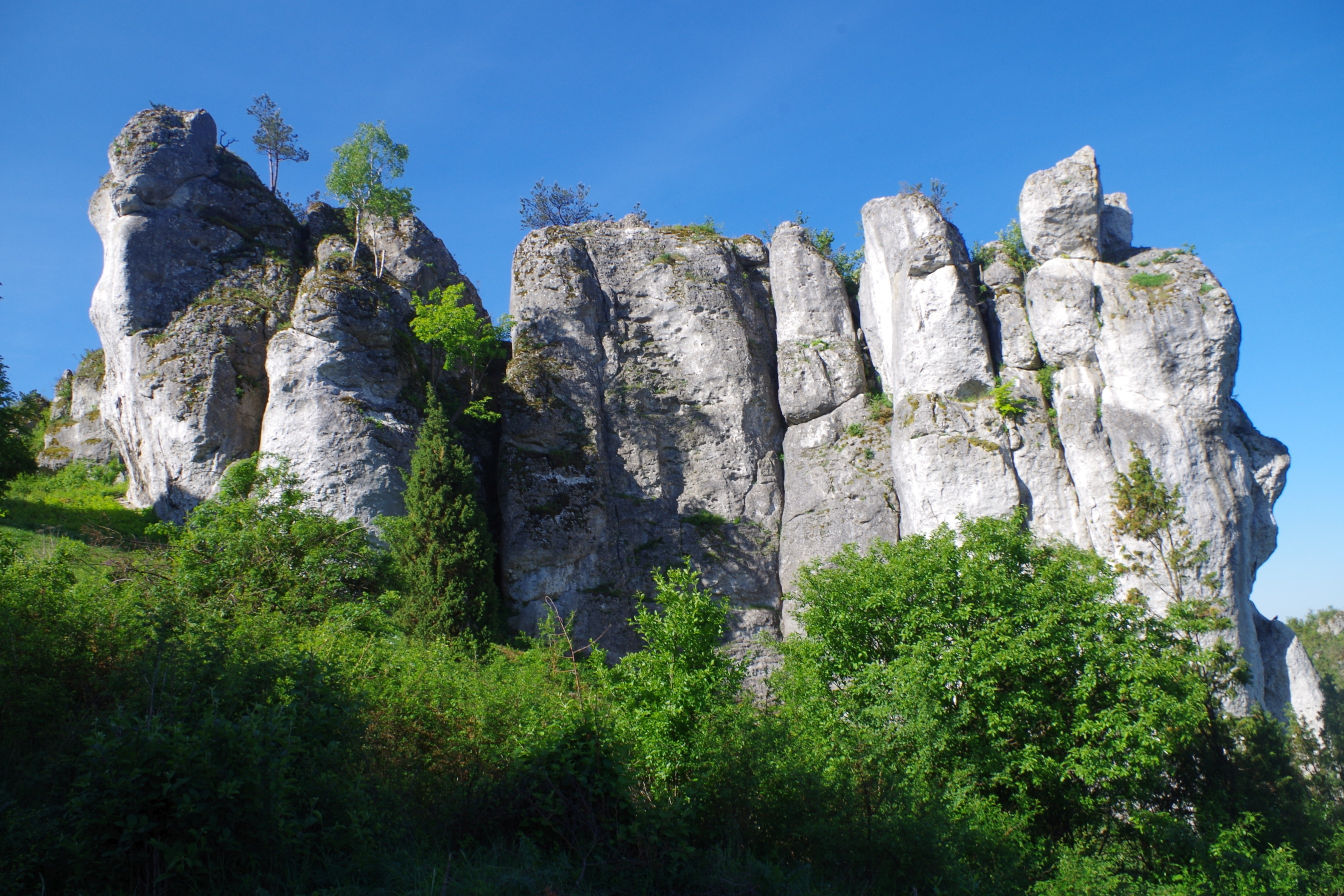
Grupa Turni Kukuczki
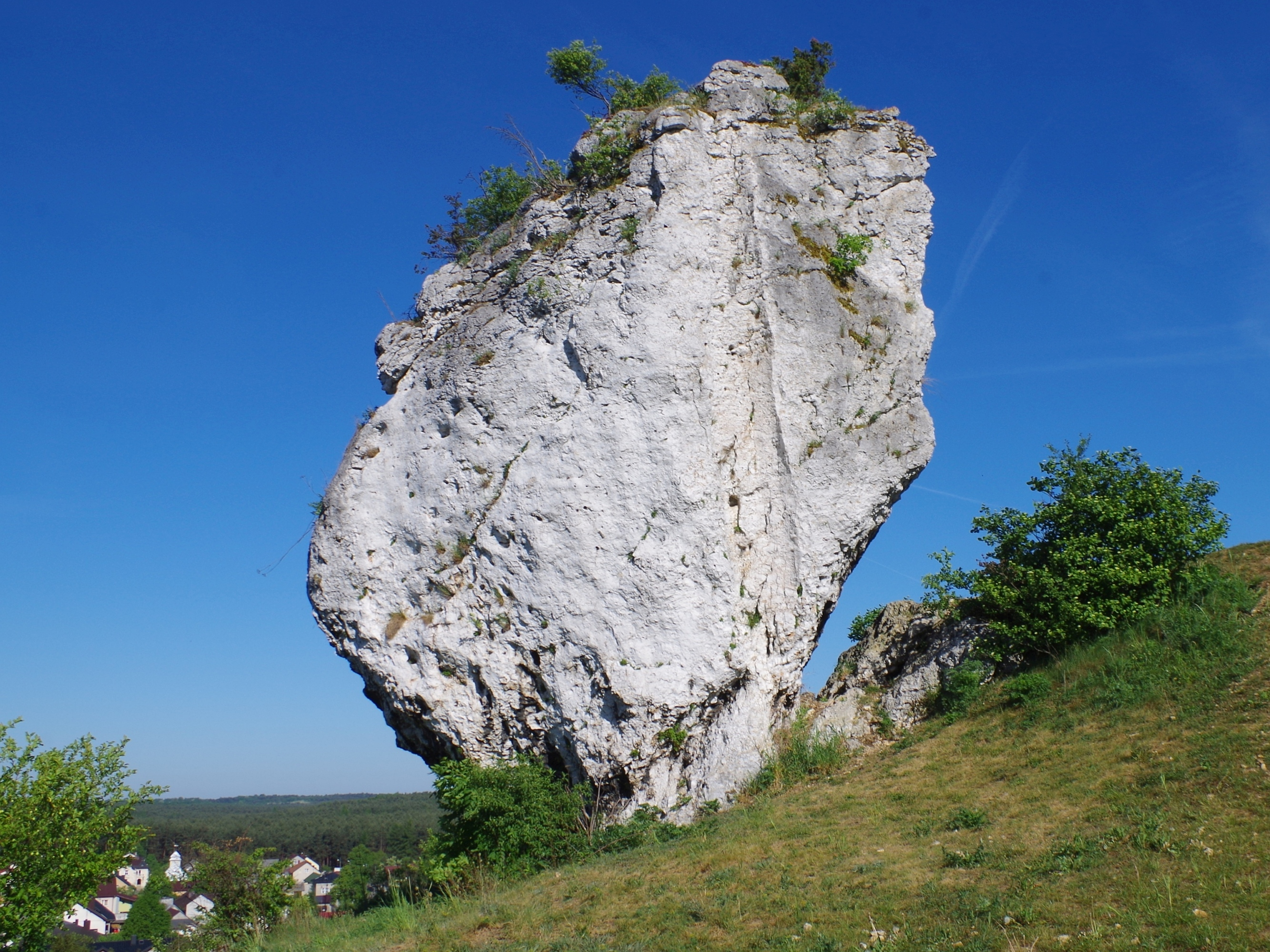
Grzyb

W rejonie Skał Mirowskich wspinano się już dawno, ale początkowo tylko sporadycznie. Przełomowym wydarzeniem były zawody zorganizowane w 1989 r. na Turni Kukuczki przez Akademicki Klub Alpinistyczny w Gliwicach. Wspinacze przeszli wówczas na niej 3 długie i trudne drogi Potem zaczęto eksplorować inne podobne i trudne drogi. Gwałtowna eksplozja wspinaczki nastąpiła w latach 90. XX wieku, a pierwszy skałoplan pojawił się w 2001 r.
Na Skałach Mirowskich przeprowadzono badania nad wpływem turystyki wspinaczkowej na roślinność naskalną stwierdzając jej istotny, negatywny wpływ. W efekcie postulowana jest większa kontrola nad tą formą turystyki w celu ograniczenia jej negatywnych oddziaływań.